# Edinburgh
Edinburgh (skotsk gælisk: Dùn Èideann) er hovedstaden i Skotland og hovedsædet for det skotske parlament. Det er den næststørste by i Skotland og den syvendemest befolkede by i Storbritannien. Byens indbyggertal på 495.360 (2011, halv-årligt befolkningsestimat) overgås af Glasgow. Byen har været hovedstad siden 1437 og kom i 1995 på UNESCOs Verdensarvsliste. Byen er med ca. 13 mio. besøgende om året den næststørste turistby i Storbritannien efter London. The City of Edinburgh Council leder denne, én af Skotlands 32 lokale statsområder. Statsområdet inkluderer byen Edinburgh og 78 km² (30 sq mi) landområde. Placeret i syd-øst Skotland, ligger Edinburgh på Central Belt's østkyst, langs Firth of Forth, nær Nordsøen.
Byen var en af de største historiske midtpunkter i Oplysningstiden, ledet af Edinburgh Universitet; dette var medvirkende til at give byen dets øgenavn Athens of the North (Nordens Athen). Distrikterne i Edinburgh's gamle og nye bydel (Old Town og New Town) kom på UNESCOs Verdensarvsliste i 1995 som en anerkendelse af Medieval Old Town's unikke karakteristika og den planlagte Georgian New Town. Dette dækker foruden den gamle og nye bydel også områderne Dean Village og Calton Hill. Der er noteret mere end 4.500 listed buildings i Edinburgh. I maj 2010 var der et total på 40 områder, der skal bevares, dækkende 23 % af bygningerne og 23 % af befolkningen, den højeste ratio af alle storbyer i Storbritannien.

## Demografi
| Edinburgh compared         | Edinburgh compared | Edinburgh compared |
| UK Census 2011             | Edinburgh          | Skotland           |
| -------------------------- | ------------------ | ------------------ |
| Total befolkning           | 476.626            | 5.295.000          |
| Befolkningsvækst 2001–2011 | 6,2%               | 5,0%               |
| Hvid                       | 91,7%              | 96,0%              |
| Asiatisk                   | 5,5%               | 2,7%               |
| Sort                       | 1,4%               | 0,8%               |
| Kristen                    | 43,0%              | 54,0%              |
| Muslim                     | 2,6%               | 1,4%               |

Den nyeste folketælling estimerede 
at der boede 464.990 (2012) personer i Edinburgh Locality og 507.170 (2016) i hele storbyområdet. Edinburgh ligger i hjertet af Edinburgh & South East Scotland City regionen som i 2014 havde en befolkning på 1.339.380. Dette gør Edinburgh til Skotlands næststørste by efter Glasgow og den syvende største i Storbritannien.

## Økonomi
Edinburgh har den stærkeste økonomi i nogen by i Storbritannien næst efter London, og den højeste andel af personer med en videregående uddannelse i landet, idet 43 % af indbyggerne har en universitetsuddannelse eller lignende. Ifølge Centre for International Competitiveness er det den mest konkurrencedygtig storby i Storbritannien. Den er også den højeste gross value added per ansat i nogen af Storbritanniens byer uden for London, med £57.594 i 2010. Edinburgh blev udnævnt som Best Large City of the Future for Foreign Direct Investment og Best Large City for Foreign Direct Investment Strategy i  Financial Times fDi magazine awards i 2012/13.
Blandt byens store hoteller er Balmoral Hotel, Waldorf Astoria Edinburgh - The Caledonian og The Scotsman Hotel.

## Infrastruktur og transport

### Luftfart
Edinburgh Airport er Skotlands største og travleste lufthavn, og det er den primære internationale forbindelse til hovedstaden. I 2018 havde den 14,3 millioner rejsende..

### Offentlig transport
Offentlig transport i byen består hovedsageligt af bus. Lothian Buses driver størstedelen af byens busnet og de omkringliggende forstæder. De fleste ruter går via Princes Street. Der går også buslinjer fra Edinburgh Bus Station ved St Andrew Square og Waterloo Place som primært bliver drevet af Stagecoach East Scotland, Scottish Citylink, National Express Coaches og West Coast Motors.

### Sygehusvæsen
De primære NHS Lothian hospitaler, der betjener Edinburgh-området er Royal Infirmary of Edinburgh, som inkluderer University of Edinburgh Medical School og Western General Hospital,der har et stort kræftbehandlingscenter og en sygeplejerske ledet klinik til mindre skader. Royal Edinburgh Hospital i Morningside er specialiseret i mentalt helbred. Royal Hospital for Sick Children, der ofte omtales som 'the Sick Kids', er et specialiseret pædiatrihospital
Der findes to privathospitaler i byen; Murrayfield Hospital i den vestlige del og Shawfair Hospital mod syd. Begge er ejet af Spire Healthcare.

## Kultur
En af Skotlands mest berømte kulturbegivenheder er Royal Edinburgh Military Tattoo, der foregår på Edinburgh Castle i august måned. Den trækker hvert år tusindvis af gæster til byen.

### Museer og biblioteker
Edinburgh har mange museer og biblioteker. De inkluderer National Museum of Scotland, National Library of Scotland, National War Museum, Museum of Edinburgh, Surgeons' Hall Museum, Writers' Museum, Museum of Childhood og Our Dynamic Earth. Museum on the Mound har udstillinger om penge og bankvæsen.
Edinburgh Zoo dækker 33 ha på Corstorphine Hill, og det er den næst mest populære turistattraktion i Skotland. Den indeholder bl.a. de to pandaer Tian Tian og Yang Guang, der er udlånt fra Kina.
Edinburgh huser også The Royal Yacht Britannia, der blev nedlagt i 1997 og som i dag er en femstjernet turistattration og evenlokaler, der ligger permanent ved Ocean Terminal.
Edinburgh har Skotlands fem National Galleries of Art samt adskillige mindre gallerier. Nationalsamlingen befinder sig på National Gallery of Scotland, som ligger på the Mound, som er bygget sammen med Royal Scottish Academy der indeholder store udstillinger af malerier. Moderne samlinger opbevares på Scottish National Gallery of Modern Art der ligger på Belford. Scottish National Portrait Gallery på Queen Street fokuserer på portrætter og fotografier.
Byrådet ejer City Art Centre på Market Street, som har regelmæssige udstillinger. På den anden side af vejen har The Fruitmarket Gallery store udstillinger af international kunst, og værker af både britiske og internationale kunstnere, hvor der er af etablerede kunstere og nye navne.
Der findes også en lang række private gallerier inklusiv Ingleby Gallery. De har et varieret program med shows af bl.a. Callum Innes, Peter Liversidge, Ellsworth Kelly, Richard Forster og Sean Scully.
Byen rummer også adskillige skotske gallerier og organisationer, der er dedikeret til moderne visuel kunst, som bl.a. tæller Scottish Arts Council, Edinburgh College of Art, Talbot Rice Gallery (University of Edinburgh) og Edinburgh Annuale.